# Partido Popular Indio
El Bharatiya Janata Party (BJP), que traducido significa Partido Popular Indio, es un partido político conservador hindú. El BJP fue fundado en 1980 y es uno de los dos mayores partidos políticos de la India, junto con el Congreso Nacional Indio, actualmente es el partido político más grande del mundo con aproximadamente 180 millones de militantes.
 De fuerte tendencia nacionalista, es el partido político con la mayor representación en el parlamento nacional y en las asambleas estatales. 
Se presenta a sí mismo como adalid de los valores sociorreligiosos de la mayoría hinduista del país, así como de las políticas sociales conservadoras y de una fuerte inversión en defensa.
Su respaldo se ve fortalecido por un amplio abanico de organizaciones nacionalistas hindúes, informalmente denominadas como Sangh Parivar (Liga de organizaciones nacionalistas), donde el Rashtriya Swayamsevak Sangh (RSS), un grupo paramilitar de extrema derecha es ampliamente considerado como la organización que dio origen al BJP. La mayoría de los líderes del BJP, incluido el primer ministro Narendra Modi, han sido miembros del RSS.
Desde su creación, el BJP ha sido el principal oponente de Congreso Nacional Indio, formando alianzas regionales para contrarrestar las corrientes de izquierda apoyadas frecuentemente por el mismo. El principal banderín de enganche del BJP es el hindutwá, que significa literalmente ‘hinduidad’, la calidad de pertenecer a la religión hinduista.

## Historia
Los orígenes del BJP se encuentran en el Bharatiya Jana Sangh, formado en 1951  por Syama Prasad Mukherjee. Luego del estado de emergencia, la oposición se fusionó en el Partido Janata que derrotó al Congreso en 1977. Los exmiembros del Jana Sangh formaron el BJP en 1980. 
Fue creciendo a la par del movimiento hinduista Ram Janmabhoomi logrando victorias estatales. El BJP se convirtió en el partido más grande en el parlamento en 1996; sin embargo, carecía de una mayoría en la cámara baja del Parlamento, y su gobierno duró solo 13 días.
El BJP, a la cabeza de la coalición Alianza Democrática Nacional gobernó la India entre 1998 y 2004, con Atal Bihari Vajpayee como primer ministro.
Las elecciones generales de mayo de 2014 fueron ganadas por el BJP logrando los curules necesarios para tener la mayoría de la cámara en solitario, a pesar de tener alianzas con otros partidos pequeños que han informado que mantendrán.
El 26 de mayo de 2014, Narendra Modi, líder del BJP, tomó posesión como primer ministro de India, tras la victoria de su partido en las elecciones generales de India de 2014.

### Elecciones generales de 2019
El partido se fortaleció en estas elecciones, en las que obtuvo el 37,5% de los votos (frente al 31% en 2014) y 303 escaños de 543 (frente a los 282 de la legislatura anterior). El partido pudo hacer olvidar su historial económico (la tasa de desempleo más alta de los últimos cuarenta años, crisis en el sector agrícola, caída de las exportaciones, disminución de las inversiones, etc.) centrándose durante la campaña en cuestiones de identidad y seguridad. Así pues, se comprometió a deportar a los migrantes de Bangladés en situación irregular y despertó sentimientos nacionalistas al bombardear el Pakistán tras el atentado de Pulwama (reivindicado por un grupo yihadista con sede en el Pakistán, en el que murieron unos 40 soldados indios en febrero). "Nunca antes una campaña electoral ha estado tan dominada por la retórica patriótica y de guerra", señala Christophe Jaffrelot, politólogo especializado en el subcontinente indio.
La retórica antimusulmana también fue central en la campaña. Rahul Gandhi, del Partido del Congreso, fue presentado por el BJP como musulmán porque una fotografía lo mostraba de niño rezando en una mezquita. El presidente del BJP, Amit Shah, se burló de Gandhi por presentarse en un distrito electoral de mayoría musulmana, que según él se parecía a Pakistán, y explicó que al ver las procesiones de los partidarios de su oponente, no podía saber si la acción se estaba llevando a cabo "en la India o en el Pakistán". Además, el partido dio su nominación a Pragya Singh Thakur, acusado de terrorismo en relación con el movimiento Abhinav Bharat, quien es sospechoso de haber instigado cuatro ataques antimusulmanes que mataron a docenas de personas en 2008. Fue liberada bajo fianza por motivos de salud y durante la campaña elogió al asesino de Mahatma Gandhi.
El primer ministro Narendra Modi se negó a participar en cualquier debate o conferencia de prensa contradictoria, optando por dar sólo entrevistas preparadas en medios de comunicación que en su mayoría son propiedad de empresarios cercanos al gobierno. El BJP también recibió una financiación considerable que le permitió realizar una intensa propaganda electoral y comprar votos a través de regalos en la víspera de las elecciones.

## Financiamiento
En el ejercicio económico 2017-2018, las empresas y los individuos acaudalados contribuyeron 12 veces más al BJP que a otros seis partidos nacionales, incluido el Partido del Congreso.

## Historial Electoral
| Elecciones | Líder                | # de escaños | Diferencia  | # de votos       | % de votos | Puesto                |
| ---------- | -------------------- | ------------ | ----------- | ---------------- | ---------- | --------------------- |
| 1984       | Atal Behari Vajpayee | 2/516        |             | 18.202.853 (#2)  | 7,74%      | Oposición             |
| 1989       | Lal Krishna Advani   | 85/545       | 83          | 34.171.477 (#3)  | 11,36%     | Oposición             |
| 1991       | Lal Krishna Advani   | 120/521      | 35          | 55.345.075 (#2)  | 20,04%     | Oposición             |
| 1996       | Atal Behari Vajpayee | 161/545      | 41          | 67.950.851 (#2)  | 20,29%     | Gobierno (1996)       |
| 1996       | Atal Behari Vajpayee | 161/545      | 41          | 67.950.851 (#2)  | 20,29%     | Oposición (1996-1998) |
| 1998       | Atal Behari Vajpayee | 182/545      | 21          | 94.266.188 (#2)  | 25,59%     | Gobierno              |
| 1999       | Atal Behari Vajpayee | 182/545      | Sin cambios | 86.562.209 (#2)  | 23,75%     | Gobierno              |
| 2004       | Atal Behari Vajpayee | 138/545      | 44          | 86.371.561 (#2)  | 22,16%     | Oposición             |
| 2009       | Lal Krishna Advani   | 116/543      | 22          | 78.435.381 (#2)  | 22,16%     | Oposición             |
| 2014       | Narendra Modi        | 282/543      | 166         | 171.657.549 (#1) | 31,00%     | Gobierno              |
| 2019       | Narendra Modi        | 303/543      | 21          | 229.075.170 (#1) | 37,36%     | Gobierno              |
| 2024       | Narendra Modi        | 240/543      | 63          | 235.973.935 (#1) | 36.56%     | Gobierno              |